# ووژنگکی (شهرستان گروجیسک ویلکوپولسکی)
ووژنگکی (به لاتین: Woźniki) یک روستا در لهستان است که در گمینا گروجیسک ویلکوپولسکی واقع شده‌است. ووژنگکی ۱۲۸ نفر جمعیت دارد.